# Вікторія Мохача
Вікторія Мохача (народилася 1 квітня 1975 року у Беретьйоуйфалу) — угорська політична діячка ромського походження, 2004—2009 МЕПА VI скликання.

## Життєпис
Закінчила середню школу у 1993 році. З 1992 року вона працювала на угорському телебаченні репортеркою, ведучою та редакторкою. Займалася проблемами ромів. У 1997—2002 роках вивчала журналістику у Сегедському університеті. З 1997 року вона була пов'язана з Європейським центром з прав ромів. У 2002 році почала працювати в Міністерстві освіти, де займалася проблемами інтеграції ромів. 29 жовтня 2004 року вона стала членкинею Європарламенту (з якого Габор Демський пішов у відставку). Вікторія Мохача перебувала у Європарламенті до кінця 6-го терміну у 2009 році, входячи до складу групи Альянс лібералів та демократів за Європу.